# 872 Holda
872 Holda је астероид главног астероидног појаса са пречником од приближно 30,04 .
Афел астероида је на удаљености од 2,949 астрономских јединица (АЈ) од Сунца, а перихел на 2,511 АЈ. 
Ексцентрицитет орбите износи 0,080, инклинација (нагиб) орбите у односу на раван еклиптике 7,368 степени, а орбитални период износи 1647,825 дана (4,511 године). 
Апсолутна магнитуда астероида је 9,91 а геометријски албедо 0,212.
Астероид је откривен 21. маја 1917. године.